# قائمة سلالات دجاج ألمانيا
تضم هذه القائمة سلالات الدجاج التي تعتبر جذورها ونشوءها وتطورها أو تهجينها وظهورها حاصل في ألمانيا. منها سلالات قد تكون ناذرة وأخرى لازالت مستمرة وأخر حديثة الظهور والتطور بسبب عمليات التهجين بين السلالات المحلية وبعض السلالات المتطورة. قد توجد سلالة واحدة في أكثر من دولة، بشكل مشترك بين عدة دول أو مناطق كموطنها الأصلي، حيث لا تعرف الطبيعة الحدود السياسية بين الدول.
وتتميز تربية الدواجن في ألمانيا بالتطور وتنوع السلالات المختلفة منها ماهو أصلي وماهو محسن بالتهجين، بعضها يتميز بإنتاج مرتفع للبيض وبعضها يربى لإنتاج اللحوم.

## نظرة عامة عن تربية الدواجن في ألمانيا
أكد مكتب الإحصاء الألماني حسب إحصاءات أكتوبر 2016، أن واحدة من كل عشر بيضات من البيض الألماني أنتج في ظروف طبيعية، حيث بلغ إجمالي البيض المنتج في ألمانيا خلال الأشهر الستة الأولى من العام 2016 حوالي 5.9 مليار بيضة، عُشرها أنتج في مزارع تعتمد على التربية الطبيعية حسب معطيات المكتب الألماني للإحصاءات.
وحسب نفس معطيات المكتب للإحصاء سنة 2016، تقول أن معظم البيض المستهلك في ألمانيا (64%) من المجموع قد أنتج من دجاج يتم تربيته على الأرض أي بدون بطاريات وأقفاص سّانة.

### حظر تربية الدجاج في البطاريات السجّانة
منعت ألمانيا تربية الدجاج في بطاريات منذ عدة سنوات، حيث وُوجهت هذه الطريقة في تربية الدواجن بانتقادات حادة من جهات متعددة، منها جهات تهتم بحقوق الحيوان وجهات تهتم بصحة المستهلك. ومنذ ذلك الحين باتت تُربى الدواجن في مزارع على أرضية دون بطاريات سجّانة.

## قائمة سلالات الدجاج الألماني
هذه قائمة بسلالات الدجاج الذي غالبا من أصل ألماني. وقد يكون لدى البعض من هذه السلالات تاريخ تطور مشترك مع سلالات من مناطق أخرى عن طريق التهجين أو تاريخ تطور معقدة أو غامض، لذلك لا يعني ضمنا أن هنا بالضرورة كل السلالات هي حصريًا ألمانية، فقد تكون بعض السلالات أصول خارج ألمانيا حيث استقدمت من خارج ألمانيا ولكن وقع لها خط تاريخ تطور حاصل في ألمانيا واكتسبت خصائص وصفات متميزة عن السلالات الأخرى.
| الاسم                             | ملاحظات                                          | الصورة |
| --------------------------------- | ------------------------------------------------ | ------ |
| أنابيرجر هوبنستروفون [الإنجليزية] |                                                  |        |
| أوغسبورغر                         | موجود في الحجم العادي أو الكبير وموجود في بانتام |        |
| بيرجيش كراهر                      | موجود في الحجم العادي أو الكبير وموجود في بانتام |        |
| بيرجيش شلوتيركام                  | موجود في الحجم العادي أو الكبير وموجود في بانتام |        |
| بيليفيلد كينهون                   | موجود في الحجم العادي أو الكبير وموجود في بانتام |        |
| باشق ألماني [الإنجليزية]          | موجود في الحجم العادي أو الكبير وموجود في بانتام |        |
| فاڤيرولس ألماني [الإنجليزية]      | موجود في الحجم العادي أو الكبير وموجود في بانتام |        |
| لانغشان الألماني                  | موجود في الحجم العادي أو الكبير وموجود في بانتام |        |
| ريتششون ألماني [الإنجليزية]       | موجود في الحجم العادي أو الكبير وموجود في بانتام |        |
| بانتام ألماني [الإنجليزية]        | موجود في بانتام                                  |        |
| دريسدن (دجاج) [الإنجليزية]        | موجود في الحجم العادي أو الكبير وموجود في بانتام |        |
| بانتام فرانكفورت                  | موجود في بانتام                                  |        |
| همبرجر (دجاج)                     | موجود في الحجم العادي أو الكبير وموجود في بانتام |        |
| إيطالي (دجاج)                     | موجود في الحجم العادي أو الكبير وموجود في بانتام |        |
| كاولوهن [الإنجليزية]              | موجود في الحجم العادي أو الكبير وموجود في بانتام |        |
| دجاج توينز كرينكوب                | موجود في الحجم العادي أو الكبير وموجود في بانتام |        |
| كروبر [الإنجليزية]                | موجود في الحجم العادي أو الكبير وموجود في بانتام |        |
| لاكينفيلدر                        | موجود في الحجم العادي أو الكبير وموجود في بانتام |        |
| نيدرهاينر [الإنجليزية]            | موجود في الحجم العادي أو الكبير وموجود في بانتام |        |
| نورس فريزي شرقي                   | موجود في الحجم العادي أو الكبير وموجود في بانتام |        |
| بفالزر كامبفر [الإنجليزية]        |                                                  |        |
| فونيكس                            | موجود في الحجم العادي أو الكبير وموجود في بانتام |        |
| راملسلوهير [الإنجليزية]           |                                                  |        |
| راينلندر                          | موجود في الحجم العادي أو الكبير وموجود في بانتام |        |
| روهلاير زويرج كاولوهن             | موجود في بانتام                                  |        |
| زاكسينهوهن                        | موجود في الحجم العادي أو الكبير وموجود في بانتام |        |
| ستروفوهن                          | موجود في الحجم العادي أو الكبير وموجود في بانتام |        |
| سوندهايمر [الإنجليزية]            | موجود في الحجم العادي أو الكبير وموجود في بانتام |        |
| تورينغيان بارثون                  | موجود في الحجم العادي أو الكبير وموجود في بانتام |        |
| فوغتلاندر                         |                                                  |        |
| فورفيرخان                         | موجود في الحجم العادي أو الكبير وموجود في بانتام |        |
| ويستفاليان توتليجر                |                                                  |        |
| وينسنر ماستهوهن [الإنجليزية]      |                                                  |        |
| يوكوهاما                          | موجود في الحجم العادي أو الكبير وموجود في بانتام |        |